# ملاقات (فیلم ۲۰۰۰)
«ملاقات» (انگلیسی: The Visit (2000 film)) یک فیلم درام است.

## بازیگران
- هیل هارپر
- بیلی دی ویلیامز
- را داون چونگ
- مارلا گیبس
- فیلیسیا رشاد
- تالیا شایر